# Mamá (banda)
Mamá es un grupo español de pop nacido en los primeros años 80 e influido fundamentalmente por las bandas de la denominada new wave.
Anteriores al auge de la movida madrileña, entre su formación en 1979 y su separación en 1983 grabaron dos álbumes y varios EP, además de dar bastantes conciertos. Su mayor éxito fue el tema Chicas de colegio, uno de los más representativos de la época. En la década de los 90 se reunieron en varias ocasiones, participando en conciertos homenaje y publicando un recopilatorio, Grandes Éxitos, y un disco en directo, Nada Más, editados en 1996 y 1997, respectivamente.
A partir de 2009 reinician con fuerza su carrera, editando cinco discos con nuevas canciones, La mejor canción, Sólo por hoy (2011), el EP Segundo asalto (2012), Sin Crédito (2013), Estándar (2015).
Su último álbum, Toque de queda,  publicado en noviembre de 2017.

## Discografía
- Chicas de colegio (EP), 1980.
- El último bar, 1981.
- Mamá, 1982.
- Grandes éxitos, 1996.
- Nada más, 1997.
- Las maquetas de Mamá, 2000.
- La mejor canción, 2009.
- Sólo por hoy, 2011.
- Segundo asalto, 2012.
- Sin crédito, 2013.
- Estándar, 2015.
- Toque de queda, 2017.
- Nuevo color, 2023.